# 星逢のプリズムギア
『星逢のプリズムギア』は、2013年7月26日にElysionより発売された18禁恋愛アドベンチャーゲーム。

## 概要
Elysionのデビュー作である。

## あらすじ
東京湾岸に産官学が一体となって設立された “パワーギア” 装着者と研究者の養成校である日紅学園に入学した高原秀は神崎皐月とチームを組み、学園ギアバトルトーナメントに出場する。

## 登場人物

### メイン
高原 秀（たかはら しゅう）
本作の主人公。技術者になるために日紅学園に入学した。
神崎 皐月（かんざき さつき）
声 - 美月
百瀬 未衣（ももせ みい）
声 - 鈴谷まや
神崎 ルチル（かんざき ルチル）
声 - 姫川あいり
皐月の姉が開発したアンドロイド。
紫藤 アゲハ（しとう アゲハ）
声 - 民安ともえ

## スタッフ
- 原画・キャラクターデザイン - 光姫満太郎
- シナリオ - 健速

## 主題歌
オープニングテーマ「PRISM SPECTRUM」
作詞・作曲 - 竹下智博 / 歌 - mei